# Quimioestesia

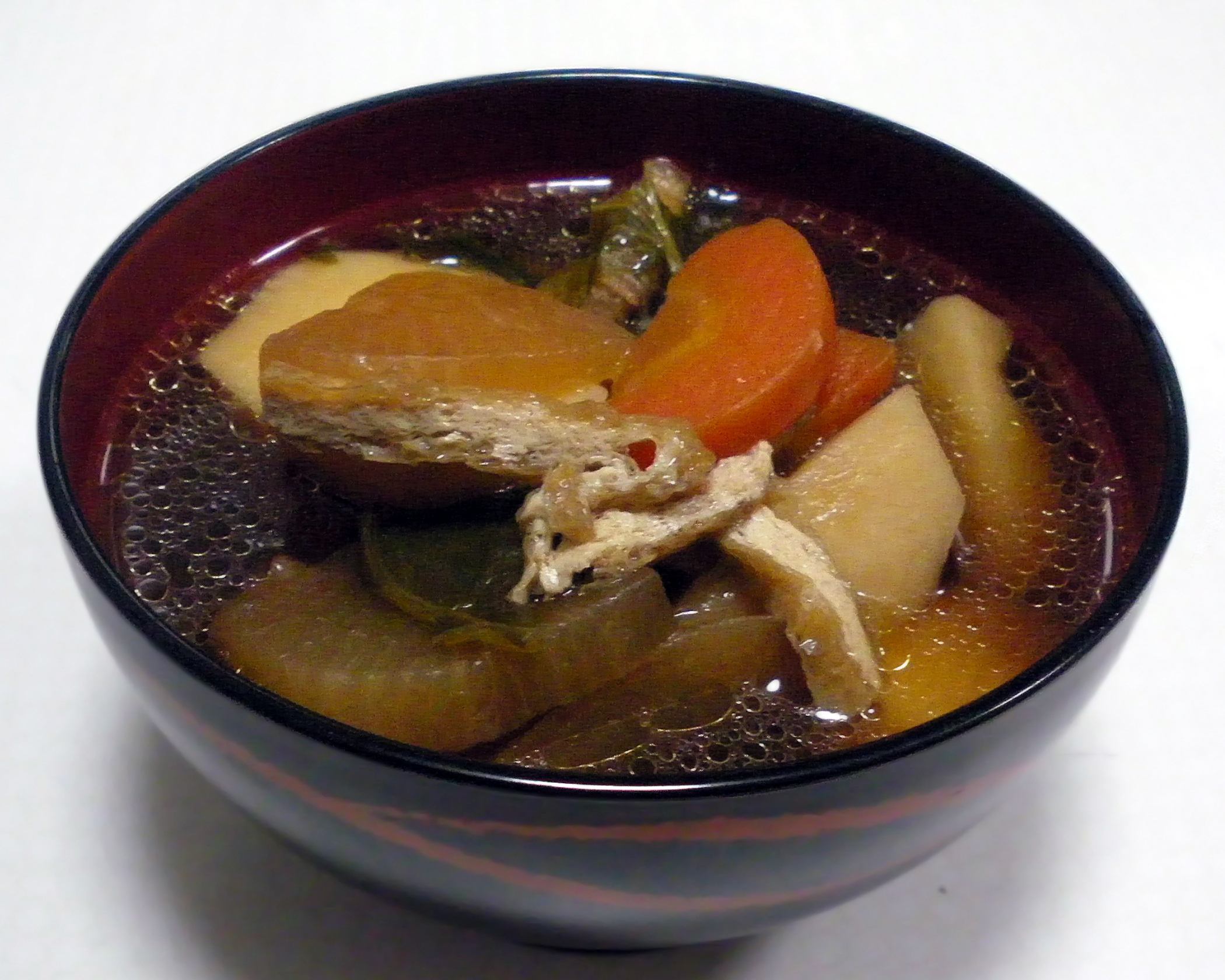
Los alimentos a veces muestran respuestas quimioestésicas a nuestros sentidos.

La quimioestesia es la sensibilidad de la piel y de las mucosas a determinados compuestos químicos. Las sensaciones quimioestésicas se producen cuando estos compuestos activan receptores que median el dolor, el tacto y la percepción térmica. Aunque es habitual que se denominen popularmente como «sabores», estas reacciones no encajan con las categorías habituales de sabor y olfato.
Algunos ejemplos de sensaciones quimioestésicas son la irritación o la sensación de quemazón producida por la capsaicina y otros compuestos relacionados que se encuentran en los chiles picantes; el frescor del mentol que está presente en enjuagues bucales y cremas analgésicas de uso tópico, el escozor u hormigueo de las bebidas carbonatadas en la nariz y la boca, el lagrimeo inducido por las cebollas cortadas y la sensación de tos inducida por el oleocantal presente en el aceite de oliva virgen extra de alta calidad.
Estas sensaciones, que son captadas por terminaciones nerviosas del nervio trigémino, contribuyen a reconocer mejor los perfiles de los alimentos y de las bebidas.